# Région de San Juan-Laventille
La région de San Juan-Laventille () est l'une des neuf régions de l'île de Trinité à Trinité-et-Tobago. Son chef-lieu est Laventille.